# 城巴720線
城巴720線是城巴經營的一條香港島特快巴士路線，來往西灣河（嘉亨灣）及中環（港澳碼頭），於720A線服務時段內不停金鐘、720P線服務時段內不停太古城。

## 歷史
- 1984年6月8日：720投入服務，以配合東區走廊首期（維園道與太古城之間）通車。當時總站設於域多利皇后街；只於星期一至五早上及黃昏繁忙時間及星期六早上繁忙時間、中午至傍晚服務，而星期日則暫停服務。
- 1985年：720的筲箕灣總站遷往南安街總站。
- 1987年年初：720不再繞經太古城。
- 1989年：720的中環總站由域多利皇后街遷往機利文街。
- 1995年11月6日：720的中環總站由機利文街遷往干諾道中近粵海大廈。
- 1998年9月1日：中巴專營權結束，由新巴接營。同日起，平日繁忙時間增設太古城往來中環特別班次，取代721線，而下午班次來回程均繞經太古城。
- 1998年10月19日：720特別班次改以循環線運作。
- 1999年3月29日：720改為全日服務及全空調服務，取代20線服務。
- 2001年3月4日：720延長至愛秩序灣。
- 2002年6月9日：愛秩序灣總站遷往愛德街。
- 2002年6月10日：從720線分拆出720A線，原有太古城至中環的特別班次，正名為720P。
- 2004年2月23日：720線除平日早上班次外，其餘班次延長至中環（港澳碼頭）巴士總站，早上班次亦改為循環運作。
- 2006年6月24日：720線東面總站遷往西灣河（嘉亨灣）公共運輸交匯處。
- 2013年7月14日：配合720A線改為只於平日上午繁忙時間提供服務，720線延長繞經金鐘的時段[1]。
- 2018年8月31日：增設實時抵站時間查詢服務。
- 2019年1月21日：720的晨早特別班次720X線開辦。[2]
- 2022年9月19日：720線平日早上班次外以「永和街」站為循環點／終點；往嘉亨灣方向改經民吉街折返干諾道中東行，不經機利文街及德輔道中，取消「中保集團大廈」及「德忌利士街」站，並增停「政府總部」站；星期六除了07:40、08:10及08:40由嘉亨灣開出之班次外，其餘班次繞經「海富中心」站。[3]
- 2023年7月1日：因應城巴新巴專營權合併，本線改由城巴經營。
- 2023年12月2日：星期六上午以中環（永和街）為終點之特別班次加停夏慤道「海富中心」站。
- 2025年8月23日：因應720P線取消星期六服務，星期六由嘉亨灣及中環（港澳碼頭）開出並途經太古城的服務時段分別提前至05:50及06:30開始。[4][5]

## 服務時間及班次
| 西灣河（嘉亨灣）開 | 西灣河（嘉亨灣）開 | 西灣河（嘉亨灣）開 | 中環開            | 中環開              | 中環開              | 中環開                           |
| 日期               | 服務時間           | 班次（分鐘）       | 日期              | 服務時間            | 班次（分鐘）        | 備註                             |
| ------------------ | ------------------ | ------------------ | ----------------- | ------------------- | ------------------- | -------------------------------- |
| 星期一至五         | 05:50-08:56        | 8-20               | 星期一至五        | 約06:20-09:25       | 10-20               | 不經灣仔碼頭 及太古城 經政府總部 |
| 星期一至五         | 09:03-09:25        | 7/8                | 星期一至五        | 09:32、09:50、10:10 | 09:32、09:50、10:10 | 經政府總部                       |
| 星期一至五         | 09:36、09:48       | 09:36、09:48       | 星期一至五        | 10:30-15:00         | 15                  | 經政府總部                       |
| 星期一至五         | 10:00-12:00        | 10                 | 星期一至五        | 15:00-16:00         | 12                  | 經政府總部                       |
| 星期一至五         | 12:00-14:24        | 12                 | 星期一至五        | 16:00-16:50         | 10                  | 經政府總部                       |
| 星期一至五         | 14:24-15:24        | 15                 | 星期一至五        | 16:50-17:30         | 8                   | 經政府總部                       |
| 星期一至五         | 15:40              | 15:40              | 星期一至五        | 17:30-18:19         | 7                   | 經政府總部                       |
| 星期一至五         | 15:55-21:10        | 15                 | 星期一至五        | 18:19-18:46         | 9                   | 經政府總部                       |
| 星期一至五         | 21:10-23:10        | 20                 | 星期一至五        | 18:55-19:17         | 11                  | 經金鐘站                         |
| 星期一至五         | 23:25              | 23:25              | 星期一至五        | 19:17-21:53         | 12                  | 經金鐘站                         |
|                    |                    |                    | 星期一至五        | 21:53-22:10         | 17                  | 經金鐘站                         |
| 22:10-00:10        | 20                 |                    | 星期一至五        |                     |                     | 經金鐘站                         |
| 星期六             | 05:50-07:05        | 15-20              | 星期六            | 06:30-07:30         | 20                  | 經政府總部                       |
| 星期六             | 07:05-07:05        | 10-12              | 星期六            | 07:35-10:15         | 15                  | 經政府總部                       |
| 星期六             | 10:00-13:00        | 10                 | 星期六            | 10:15-12:55         | 20                  | 經政府總部                       |
| 星期六             | 10:00-13:46        | 11/12              | 星期六            | 12:55-15:55         | 12                  | 經政府總部                       |
| 星期六             | 13:46-18:10        | 12                 | 星期六            | 15:55-16:55         | 10                  | 經政府總部                       |
| 星期六             | 18:10-20:25        | 15                 | 星期六            | 16:55-18:55         | 15                  | 經政府總部                       |
| 星期六             | 20:25-23:25        | 20                 | 星期六            | 18:55-19:55         | 15                  | 經金鐘站                         |
|                    |                    |                    | 星期六            | 19:55-21:55         | 12                  | 經金鐘站                         |
| 21:55-22:10        | 15                 |                    | 星期六            |                     |                     | 經金鐘站                         |
| 22:10-00:10        | 20                 |                    | 星期六            |                     |                     | 經金鐘站                         |
| 星期日及 公眾假期  | 05:50-07:50        | 20                 | 星期日及 公眾假期 | 06:30-12:10         | 20                  | 經金鐘站                         |
| 星期日及 公眾假期  | 07:50-08:05        | 15                 | 星期日及 公眾假期 | 12:10-14:55         | 15                  | 經金鐘站                         |
| 星期日及 公眾假期  | 08:05-11:05        | 12                 | 星期日及 公眾假期 | 14:55-19:55         | 12                  | 經金鐘站                         |
| 星期日及 公眾假期  | 11:05-14:05        | 10                 | 星期日及 公眾假期 | 19:55-21:10         | 15                  | 經金鐘站                         |
| 星期日及 公眾假期  | 14:05-15:05        | 12                 | 星期日及 公眾假期 | 21:10-00:10         | 20                  | 經金鐘站                         |
| 星期日及 公眾假期  | 15:05-18:05        | 15                 | 星期日及 公眾假期 |                     |                     |                                  |
| 星期日及 公眾假期  | 18:05-23:25        | 20                 | 星期日及 公眾假期 |                     |                     |                                  |

- 啡字班次為永和街班次

## 收費
全程：$8.7
- 舊灣仔警署往中環（港澳碼頭）／太古城中心往嘉亨灣：$5.5
- 皇后像廣場往嘉亨灣：$8.7（只適用於平日上午往永和街方向之循環班次）
- 太安樓往嘉亨灣：$4.8

| - 本線設有12歲以下小童及65歲或以上長者半價優惠。 - 65歲或以上香港居民使用「樂悠咭」，以及12歲以下合資格殘疾兒童使用「殘疾人士身份」個人八達通繳付車資，均可享有每程$2.0或半價（以較低者為準）的票價優惠；12至64歲合資格殘疾人士使用「殘疾人士身份」個人八達通（包括「樂悠咭」），以及60至64歲香港居民使用「樂悠咭」繳付車資，均可享有每程$2.0或全費（以較低者為準）的票價優惠。 - 65歲或以上長者如使用長者或一般個人八達通繳付車資，則只可享有半價優惠；12至64歲合資格殘疾人士如不使用「殘疾人士身份」個人八達通，以及60至64歲人士如不使用「樂悠咭」繳付車資，必須繳付全費。 - 乘客可以現金或八達通於上車時付款，不設找續。 - 每位成人乘客可免費攜帶最多兩名4歲以下而不佔座位的兒童乘客乘車，超額之4歲以下小童必須繳付小童車費乘車。 - 九龍巴士、城巴及龍運巴士全職員工及家屬（不包括外判職員）可免費乘搭本路線，惟必須拍職員或職員家屬八達通。 - 乘客亦可使用AlipayHK「易乘碼」、支付寶、 WeChatHK／微信支付「搭車碼」、銀聯雲閃付「乘車碼」及BOC Pay「乘車碼」、具有感應式支付功能的VISA、Mastercard及銀聯卡，以及Apple Pay、Google Pay及Samsung Pay流動支付平台繳付車資。使用此支付方式的乘客可享有中途下車之分段收費，以及與其他城巴獨營路線或聯營線城巴班次之轉乘優惠，惟不適用於與非城巴路線之轉乘優惠。使用此支付方式的乘客亦不能享有「公共交通費用補貼計劃」及「長者及合資格殘疾人士公共交通票價優惠計劃」。 - 乘搭早上特別班次往上環（永和街）方向，由嘉亨灣至分域街站登車的乘客，若需繼續前往德忌利士街或之後往嘉亨灣方向的巴士站，需於中保集團大廈站重新繳付車資。 |

### 八達通轉乘優惠
乘客登上本線後指定時間內以同一張八達通卡轉乘以下路線，或從以下路線登車後指定時間內以同一張八達通卡轉乘本線，次程可獲車資折扣優惠：
720往嘉亨灣 → 2A往耀東邨、77或99往筲箕灣，於太安樓站步行往西灣河站站轉乘，次程補車資$1，祇適用於東區走廊之前登上路線720的乘客
720往嘉亨灣 → 81往興華邨，次程車資全免，轉乘時限為90分鐘
720←→4(X)、30X，次程可獲$1折扣優惠，轉乘時限為90分鐘
- 720往中環 → 4(X)往華富、30X往數碼港
- 4(X)、30X往金鐘 → 720往嘉亨灣

720←→9、14、389，次程可獲$1折扣優惠
- 720往嘉亨灣 → 9往石澳或389往柴灣墳場，轉乘時限為90分鐘，祇適用於東區走廊之前登上路線720的乘客
- 9或389往筲箕灣 → 720往中環，轉乘時限為90分鐘
- 720往嘉亨灣 → 14往赤柱，轉乘時限為180分鐘，祇適用於東區走廊之前登上路線720的乘客
- 14往嘉亨灣 → 720往中環，轉乘時限為180分鐘

720←→15，轉乘時限為120分鐘
- 720往中環 → 15往山頂，回贈首程車資，祇適用於東區走廊之前登上路線720的乘客
- 15往中環 → 720往嘉亨灣，次程車資全免

720←→608，次程可獲$1.5折扣優惠，轉乘時限為150分鐘
- 720往嘉亨灣 → 608往九龍城
- 608往筲箕灣 → 720往中環

720←→694，次程可獲$1.5折扣優惠，轉乘時限為150分鐘
- 720往嘉亨灣 → 694往將軍澳
- 694往小西灣邨 → 720往中環

## 使用車輛
新巴接手本線初期，主要使用丹尼士三叉戟12米（10XX、11XX、12XX、30XX）、富豪超級奧林比安（5001-5103）及Neoplan Centroliner（6001-6030），但因政府於2016年實施低排放區政策，不符合排放標準的Neoplan Centroliner已淡出此路線。
現時此線主要使用Enviro500／MMC 12米（5518-5599、5601-5839）／12.8米（6100-6209）及富豪B9TL 12米（52XX）行走，亦間中出現猛獅A95（6090）。

## 行車路線

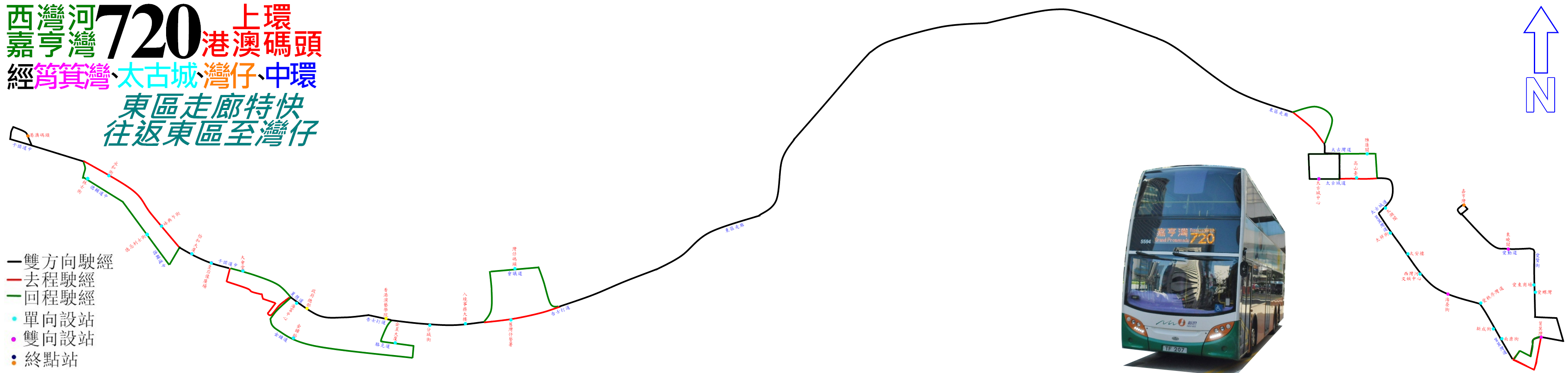
720線的走線圖

嘉亨灣（星期一至五0550－0856）開經：太安街、愛勤道、愛賢街、愛秩序灣道、東喜道、南安里、南安街、筲箕灣巴士總站、南安里、筲箕灣道、太康街、東區走廊、維園道、告士打道、夏慤道、紅棉路支路、琳寶徑、遮打道、昃臣道、干諾道中、民吉街、干諾道中、夏慤道、告士打道、維園道、東區走廊、太安街、筲箕灣道、愛秩序街、南安街、筲箕灣巴士總站、寶文街、望隆街、愛秩序灣道、愛賢街、愛勤道、太安街及太康街。
星期一至五05:50-08:56的班次不駛經斜體字之路段
嘉亨灣開經：太安街、愛勤道、愛賢街、愛秩序灣道、東喜道、南安里、南安街、筲箕灣巴士總站、南安里、筲箕灣道、太古城道、太茂路、太古灣道、東區走廊、維園道、告士打道、夏慤道、紅棉路支路、琳寶徑、遮打道、昃臣道、干諾道中及港澳碼頭通道。
中環（港澳碼頭）開經：港澳碼頭通道、干諾道中、林士街、德輔道中、畢打街、干諾道中、夏慤道、紅棉路支路、金鐘道、軒尼詩道、分域街、駱克道、軍器廠街、告士打道、菲林明道、鴻興道、鴻興道天橋、告士打道、維園道、東區走廊、太古灣道、太豐路、太古城道、太茂路、太古灣道、太榮路、太古城道、筲箕灣道、愛秩序街、南安街、筲箕灣巴士總站、寶文街、望隆街、愛秩序灣道、愛賢街、愛勤道、太安街及太康街。
逢星期一至六（公眾假期除外）09:32-18:47前由中環開出的班次不駛經斜體字之路段

### 沿線車站
| 西灣河（嘉亨灣）開 | 西灣河（嘉亨灣）開 | 西灣河（嘉亨灣）開             | 中環（港澳碼頭）開 | 中環（港澳碼頭）開 | 中環（港澳碼頭）開       |
| 序號               | 車站名稱           | 位置                           | 序號               | 車站名稱           | 位置                     |
| ------------------ | ------------------ | ------------------------------ | ------------------ | ------------------ | ------------------------ |
| 1                  | 西灣河（嘉亨灣）   | 西灣河（嘉亨灣）公共運輸交匯處 | 1                  | 中環（港澳碼頭）   | 中環（港澳碼頭）巴士總站 |
| 2                  | 東旭苑東曉閣       | 愛勤道                         | 2                  | 林士街             | 德輔道中                 |
| 3                  | 愛蝶灣             | 愛賢街                         | 3                  | 德忌利士街         | 德輔道中                 |
| 4                  | 筲箕灣             | 筲箕灣巴士總站                 | #                  | 永和街             | 干諾道中                 |
| 5                  | 新成街             | 筲箕灣道                       | 4                  | 怡和大廈           | 干諾道中                 |
| 6                  | 海晏街             | 筲箕灣道                       | 5                  | 大會堂             | 干諾道中                 |
| 7                  | 西灣河文娛中心     | 筲箕灣道                       | 6                  | 金鐘站             | 金鐘道                   |
| #                  | 太康樓             | 太康街                         | #                  | 政府總部           | 夏愨道                   |
| 8                  | 太祥街             | 筲箕灣道                       | 7                  | 金星大廈           | 駱克道                   |
| 9                  | 高山臺             | 太古城道                       | #                  | 香港演藝學院       | 告士打道                 |
| 10                 | 太古城中心         | 太古城道                       | 8                  | 入境事務大樓       | 告士打道                 |
| 11                 | 舊灣仔警署         | 告士打道                       | 9                  | 灣仔碼頭           | 鴻興道                   |
| 12                 | 分域街             | 告士打道                       | 10                 | 太古城中心         | 太古城道                 |
| 13                 | 海富中心           | 夏慤道                         | 11                 | 太古城雅蓮閣       | 太古灣道                 |
| 14                 | 皇像廣場           | 諾道中                         | 12                 | 太古城太湖閣       | 太古城道                 |
| 15                 | 砵典乍街           | 諾道中                         | 13                 | 太安樓             | 筲箕灣道                 |
| 16                 | 永和街             | 諾道中                         | #                  | 西灣河站           | 太安街                   |
| 17                 | 中環（港澳碼頭）   | 中環（港澳碼頭）巴士總站       | 14                 | 海晏街             | 筲箕灣道                 |
|                    |                    |                                | 15                 | 愛秩序灣道         | 筲箕灣道                 |
| 16                 | 南康街             |                                |                    |                    | 筲箕灣道                 |
| 17                 | 筲箕灣             | 筲箕灣巴士總站                 |                    |                    |                          |
| 18                 | 愛東商場           | 愛賢街                         |                    |                    |                          |
| 19                 | 東旭苑東曉閣       | 愛勤道                         |                    |                    |                          |
| 20                 | 西灣河（嘉亨灣）   | 西灣河（嘉亨灣）公共運輸交匯處 |                    |                    |                          |

## 客量
720提供愛秩序灣、筲箕灣、西灣河及太古城特快往返灣仔北、金鐘及中環的服務，雖然沿途有港鐵服務，但因路線需求龐大，加上收費較港鐵便宜及快捷，此路線客量一直高企，繁忙時段經常頂閘。